# كيرن آدامز
كيرن آدامز (بالإنجليزية: Kieran Adams)‏ (20 أكتوبر 1977 في المملكة المتحدة - ) هو لاعب كرة قدم بريطاني في مركز الوسط. لعب مع بوريهام وود إف سي ونادي بارنت ونادي هايز وسانت ألبانز سيتي وبيليريكاي تاون وThurrock F.C. ‏ وWindsor & Eton F.C. (1892) ‏.

## وصلات خارجية
- كيرن آدامز على موقع قاعدة بيانات كرة القدم.إي يو (الإنجليزية)
- كيرن آدامز على موقع Soccerbase.com (لاعب) (الإنجليزية)